# 年越し番組
年越し番組（としこしばんぐみ）は、毎年大晦日（12月31日）から翌年元日（1月1日）にかけて放送され、旧年の終わりと新年の訪れを扱う番組である。
日本では1927/1928年、上野の寛永寺からラジオ局JOAK（社団法人東京放送局、現：NHK東京ラジオ第1放送）が除夜の鐘を中継放送したことに始まる。
なおアメリカのように、国内に時差がある場合には放送事情が異なる。

## 日本のテレビ（地上波）

### NHK総合
1953/1954年から毎年『ゆく年くる年』が放送されている。

### NHK Eテレ（NHK教育）
NHK教育テレビでは長らく、年越しの際には放送休止、或いは元日の0:00に放送終了しており、年跨ぎ編成を行っていなかった。年跨ぎ編成が始まった後もクラシック音楽の収録番組など年越し番組ではない番組を放送していた。
2011/2012年以降は、『0655・2355 年越しをご一緒にスペシャル』が放送されている。

### 民放

#### 1956/1957年 - 1988/1989年
各局共同制作ないし持ち回り制作で、『ゆく年くる年』が放送されていた。ただし、フジテレビとその系列局、テレビ東京は当初番組のネットに参加しなかったが、その後はネットに参加するようになった。

#### 1989/1990年 -
この年以降は各局で独自の編成となっている。
独自編成が開始した直後、それまでは長くても90分程度だった番組が、テレビ朝日やフジテレビの様に18時台開始の超ロングサイズの番組になり、20世紀再末期には24時間もの超大型番組が放送される様になる。
21世紀に入ってからは、局によって傾向が分かれており、事前収録の録画式は主に日本テレビや東京MXテレビが行い、TBSやフジテレビ、テレビ東京などはカウントダウンライブやクラシックコンサートなどの生放送・生中継を積極的に行っており、その中で年越しのカウントダウンも行うという形を採っている。テレビ朝日のように、年によって生放送になる場合と録画放送になる場合とに分かれる局もある。
2011/2012年以降テレビ放送の完全デジタル化に伴い、数秒のタイムラグが発生することから正確なカウントダウンは困難となり、上述のように録画に切り替える局とカウントダウンを継続する局とに分かれている。

##### 日本テレビ
日本テレビ系列では、同時ネット終了後にも1990/1991年の年越しまで独自の『ゆく年くる年』を引き続きセイコー（ただし複数社）の提供で生放送した。その後は1992年/1993年まで、独自版『ゆく年くる年』をリニューアルした『幸せをよぶテレビ』を放送後、1993年/1994年には開局40周年を記念し、往年の番組の復刻版などで構成された大型特番『スーパー電波バザール 年越しジャンボ同窓会』を放送、ここまで司会はいずれも徳光和夫（元・同局アナ）が務めた（『同窓会』は所ジョージと）。
その後は不定期に『いけ年こい年』を、1994/1995年・1999/2000年・2000/2001年の各12月31日/1月1日、全3回放送した（この間は深夜番組『DAISUKI!』主体の番組）。2000/2001年の放送ではカウントダウンを意図的に2分早め、「21世紀が来たー!」というテロップが12月31日23時58分に放送されるという演出を行い、視聴者を混乱させたことで放送直後から抗議が殺到し、謝罪が行われた（詳細はいけ年こい年を参照）。2000/2001年の年またぎは天文学上『世紀またぎ』でもあり、自局独自の特別企画を設けていた。
2001/2002年分では、ナインティナインをメインに『ぐるぐるナインティナイン』（以下『ぐるナイ』）主体の番組『ナイナイの夢と笑いが丸い地球を救うのだ!!』となり、以後2005/2006年までの5年間続いた。
2006/2007年から2020/2021年までは『ダウンタウンのガキの使いやあらへんで!!』の特別版「笑ってはいけないシリーズ」を放送していた。こちらは全編録画で放送し、途中生放送の差し込みによるカウントダウンも実施せずに年を越していた。
2021/2022年から2023/2024年までは『笑って年越したい!!笑う大晦日シリーズ』を放送。それまでの全編録画から一部企画を除いて生放送となりカウントダウンも16年ぶりに再開した。しかし2022/2023年はNON STYLEの漫才の間に年が越してしまい、2年ぶりのカウントダウン無しになった。2023/2024年以降は年越しの時間帯は『ぐるナイ』の企画である「おもしろ荘へいらっしゃい!」主体の再度の録画企画となった事でカウントダウンは実施していない。
現在のネット局はクロスネット局の福井放送を含む28局が毎年固定されており、その一方でクロスネット局のテレビ大分とテレビ宮崎の2局は曜日配列の関係でネットされるか否かのどちらかとなる（『ガキ使特番』が放送されていた2006/2007年 - 2020/2021年は全編録画であるためスライド放送が可能で、同時ネットされない年は時差ネットされていた（例：テレビ大分 2016年1月2日 0:55 - 6:55）。12月31日は木曜日でフジテレビ系列メインの番組ラインナップとなるため）。

##### テレビ朝日
民放テレビ版の終了以後、1989/1990年には『朝まで生テレビ!』のスペシャル版『年越し生テレビスペシャル』を放送、初期は3部構成にしたものの単独番組ではあったが、1991年/1992年からは『ビートたけしの禁断の大暴露!!超常現象(秘)Xファイル』などと合わせた『9時間報道スペシャル』にリニューアル、その後は『スーパーアーティストカウントダウンライブ』『ゆく年くる年地球の歌』などの特別番組が放送された。
1999/2000年は『24時間地球大騒ぎ!!カウントダウン2000』を放送、この後2000/2001年から2003年までは、『カウントダウン2000』のコーナー「テレビの殿堂」を独立、同局のテレビ番組やスポーツ中継の名場面などを放送していた。
2004/2005年から2007/2008年までは『お笑い!!ゆく年くる年』が放送され、お笑いを主題とした内容でありながら、かつての民放テレビ版放送の第1回目を再現しようとの主旨で企画されたものだった。
2008/2009年と2009/2010年には『年越し雑学王』が放送され、司会の「爆笑問題」の一人・太田光が出すクイズ出題中にカウントダウンを行うシーンが挿入された。
2010/2011年と2011/2012年には従来の『大みそかだよ!ドラえもんスペシャル』・『ゴールデン枠』（『Qさま!!』など）・『年越し雑学王』の3枠を統合し、『そうだったのか!池上彰の学べるニュース』メインの年またぎスペシャルを2010年は6時間半、2011年は7時間半に渡り放送したが、カウントダウンは池上彰のレクチャー中にテロップ挿入される形に留まり、カウントダウンコールは行わず、年明けを祝福するだけであった。
2012/2013年には21:00から『お願い!ランキング』のスペシャルを放送したが、2015/2016年までは全編収録となりカウントダウンのテロップ表記も行われなかった。なお2013/2014年は18:00から『今年スゴかった人 全員集合テレビ2013』、2014 - 2017年は18:00から『くりぃむVS林修!年越しクイズサバイバー』を放送した。ただしカウントダウンは、2016/2017年に同番組で収録形式ではあるが復活している。
2018/2019年には18:00から『よゐこの無人島0円生活』を放送。無人島生活の収録場面に時刻テロップとワイプ（現在の無人島生活場面）でカウントダウンを実施、『年越し雑学王』以来9年ぶりの生放送カウントダウン年越しとなった。
2019/2020年には22:00から『太田松之丞 悩みに答えない毒舌相談室×お坊さんバラエティ ぶっちゃけ寺』を放送、爆笑問題にとっては、『年越し雑学王』以来10年振りにテレビ朝日で年越し番組を担当した。これにより『今年スゴかった人』以来続いた「18:00からの年越し番組」は中断したが、2020/2021年には前年18:00 - 22:00で放送された『ザワつく!金曜日』大晦日スペシャルを18:00 - 翌0:30に拡大して放送、2年ぶりに「18:00からの年越し番組」が再開した。しかし『ザワつく!-』は4年ぶりの全編収録となったため、番組冒頭で予め作成したカウントダウン場面のワイプに留まった。
2021/2022年には、『ザワつく!-』を短縮の上で『あざとく年越して何が悪いの? 上戸彩&佐藤健も参戦SP』を23:00 - 翌0:30に放送。2022/2023年は『ザワつく!-』の長嶋一茂が出演している『出川一茂ホラン☆フシギの会』をベースにするも、出川哲朗が日本テレビの『笑う大晦日シリーズ』に出演のため、代わりに『ザワつく!-』の高橋茂雄（サバンナ）を起用した『ザワつく!年越しフシギ大賞!!!』を放送、2年ぶりの全編収録となりカウントダウンは無しになったが、番組では出演者によるビンゴの最中、マジシャン・KiLaのマジックで全員ビンゴとなった瞬間に年明けとなる演出となった。2023/2024年は2年ぶりに『あざとく-』を放送、カウントダウンも2年ぶりに再開された。
2024/2025年は『ザワつく!-』を4年ぶりに年越しまで拡大の上17:00 - 翌1:00に放送、ただし22:00 - 23:30は長嶋一茂らによる「路線バスの旅」、23:00以降は高嶋ちさ子による「ザワつく!音楽祭」とし、そして「音楽祭」は「昭和歌謡ライブで年越しSP」と銘打ち、昭和の流行歌の映像を流すも、松田聖子の『赤いスイートピー』映像が終わった所で新年、カウントダウンはなかったものの2年振りに生放送年越しとなった。
現在のネット局はフルネット局のみの24局で毎年固定されている。

##### TBS
平成に入ってからは、サザンオールスターズや桑田佳祐の年越しライブを、地上波では異例となる生中継で放送し、2000/2001年まで続けられた（2000/2001年はWOWOWとの同時放送）。
1992/1993年から2000/2001年までは『39時間テレビ』『30時間テレビ』『超える!テレビ』『SANBA TV』といった年跨ぎ大型特別番組が放送され、その中でカウントダウンのコーナーを設けていた。
2001/2002年以降はNHKやフジテレビと同時刻より『COUNT DOWN TV』のスペシャルライブを生放送し、カウントダウンも行っている。
現在のネット局は28局で毎年固定されている。

##### テレビ東京
テレビ東京系列では開局25周年記念として、1989/1990年から『ゆく年くる年GALAコンサート』を放送し、1993/1994年まで続いた。
1995/1996年からは『東急ジルベスターコンサート』（東急グループ協賛）を生中継している。年を越す曲は毎年変わり、0時丁度にピッタリと曲を終わらせ、新しい年を迎えることが特徴。
この番組の終了直後にミニニュース番組『TXNニュース』が放送される（内容はNHK総合テレビの同時間のニュースと同様。2000年代前期までは「東急ジルベスターコンサート」の前に放送）ため、年越しの時間帯に関してはもっともNHK総合テレビに編成が近いと言える。ただし、5系列は80年代まではすべて「ゆく年くる年」の前後（メガTONのみ後）に最終ニュースを放送しており、TXNのみ残ったともいえる。
現在のネット局は6局で毎年固定されているが、近年では一部の独立局にもネットされるようになった。またBSテレ東でも同時ネットされるため、放送する地上波局がない地域でもBSデジタル放送経由で視聴可能となっている。

##### フジテレビ
1989/1990年は『やっぱり猫が好き』のスペシャル版『年またぎスペシャル やっぱり逸見と猫が好き』が放送され、劇中でカウントダウンも行った。続く1990年/1991年では3部構成の大型年越し番組『年またぎバラエティー』（ただし第3部の『笑いの殿堂』は関東ローカル）を放送、年越しパートとなる第2部では東京都の晴海で「新春夢花火」を開催、司会は前年の『やっぱり逸見と猫が好き』に引き続き逸見政孝で、『猫が好き』の恩田三姉妹（もたいまさこ、室井滋、小林聡美）も逸見と共に2年連続年越し番組に出演した。
その後も自社で特別番組を制作・放送、1996/1997年は『料理の鉄人』のスペシャル版『完全なる料理の鉄人』を放送、初代「和の鉄人」道場六三郎と2代目「和の鉄人」中村孝明による「お節対決」で、1996年内に料理を作り上げ、カウントダウンと共に試合は終了、そして試食と審査は1997年に入ってから行った。
1998/1999年 - 2022/2023年は東京ドームで行われる『ジャニーズカウントダウンライブ』の模様を毎年生中継し、途中でカウントダウンを挿入していた。なお1999年/2000年は24時間年越し番組『24時間まるごとライブ LOVE LOVE2000』内で行われた。
しかし、2014/2015年は『ジャニーズカウントダウン-』は放映権高騰などを理由に未放送となり、その代替として23:00から『2014→2015 ツキたい人グランプリ〜ゆく年つく年〜』を放送した。カウントダウンは当初の予定で30秒前からするつもりであったが、実際は劇団ひとりによる奇術「脱出イリュージョン」中にテロップ挿入される形に留まり、カウントダウンコールは行わず、年明けを祝福するだけであった。
2023/2024年は『ジャニーズカウントダウン-』の代わりに『逃走中〜お台場リベンジャーズ～』をフジテレビ初となる年またぎで実施、通常の『逃走中』はオール収録だが、この時は年越し前後が生放送となったため、カウントダウンは引き続き行われたものの、画面には「タイマー」（残り時間と現時点での賞金）を映しただけだった。2024/2025年も引き続き『逃走中〜ハンターと18人の金メダリスト〜』を放送。前年と異なり全編収録となったが、カウントダウンは行われ、「タイマー」は「ジャニーズカウントダウン」以来の「新年までのカウントダウン」に戻った。
現在のネット局はフルネット局のみの26局が毎年固定されており、その一方でクロスネット局のテレビ大分とテレビ宮崎の2局は曜日配列の関係でネットされるかネットされないのどちらかとなる。なお1993/1994年以降、テレビ朝日制作のものを毎年放送している山形テレビは、1989/1990年から1992/1993年まで毎年フジテレビ制作のものを放送していたが、山形テレビのネットチェンジを経て、その後さくらんぼテレビで1997/1998年以降フジテレビ制作のものを毎年放送しており、山形県では5年ぶりに復活した。

##### 独立局
独立局は1989/1990年以降、毎年1998/1999年までフルネットの特番（テレビ神奈川制作）を放送していた（ただし、1995/1996年に東京メトロポリタンテレビジョン（TOKYO MX）が放送した『東京NEWSスペシャル』（30分の時間延長）を除く。この番組では映像記者がスタジオに集まって、行く年に手を振った）。内容は毎年異なるが、大半は生放送のライトドキュメンタリーであった。
1999/2000年はミレニアム年越しに伴い、各地でカウントダウンがブームになったため、独立局は地元のカウントダウンイベント中継など自社制作をするようになった（ただし、1999年4月1日開局のとちぎテレビでは通常編成となった）。このため、この年の局を超えた年越し特番はテレビ神奈川とサンテレビとの2局ネットだけになった。
翌2000/2001年も世紀を跨いだカウントダウンとなったことから自主編成が定着し、以後は各局が個別に編成することとなった。すなわち類型化すれば、カウントダウンを実施する年越し番組・カウントダウンを実施しない年越し番組・通常編成を含む年越し番組ではない番組のいずれかとなり、ネットの体裁については局による自主編成の番組・独立局のみでのネット局複数体制・テレビ東京からのネット受けのいずれかとなっている。
内容は、県内各地からの生中継や、地元スポーツ（プロ野球、Jリーグなど）に関する討論会などが中心であるサンテレビの場合は阪神タイガースの選手・監督・ファンの有識者による「タイガース座談会」（2010年には大晦日が金曜日であったことから、『熱血!タイガース党』がベースの特番として放送）が行われている。テレビ和歌山も、2000年代前半まで『わかやまナイズ』等の関連特番として数年間実施していた。番組終了した2006年度分（正式には同年の4月いっぱい）以降は、独自の年またぎ特番として例年放送を実施している。
2009/2010年以降、テレビ埼玉が『ゆく年くる年歌合戦』を制作、UHFの数局が同時放送している。
また、同年から2016/2017年までTOKYO MXはレギュラー番組である『5時に夢中!』の年越し特番を放送。収録特番ではあるが、カウントダウンを行った。2011/2012年からは、群馬テレビでも同時ネットされていた。
2015/2016年から2018/2019年まで、テレビ埼玉はももいろクローバーZのライブイベント『ゆく桃くる桃』（サンテレビ、テレビ和歌山、とちぎテレビなどへ同時ネット。放送時間は各局で異なる）の中継を行ったが、2019/2020年には映画『カノン』を放送した。

##### クロスネット局について
クロスネット局の場合は、曜日配列の関係で年によって制作する局が異なるケースがあり、現在ではテレビ大分とテレビ宮崎の2局（2局ともフジテレビ制作か日本テレビ制作のどちらか）がこれに該当する形で、しかしながらその一方の福井放送は日本テレビ系列単独加盟時代の名残があることから日本テレビ制作のものを毎年放送している。

### 放送大学
1985年の開局以来、一貫して年越し番組の放送は行われていない。

## 日本のラジオ（地上波）

### NHK
1927/1928年から2006/2007年までは、毎年ラジオ第1で『ゆく年くる年』が放送されていた。その後も年越し番組の放送は続けられており、2007/2008年には『新たな年へのメッセージ』が、2008/2009年には『年越しラジオ』が、2009/2010年以降は『年越しラジオ ゆく年くる年』が、2018/2019年以降は『ラジオ深夜便』が放送されている。

### 民放

#### AM・ラジオNIKKEI
1955/1956年から2000/2001年までは、民放AM・短波各局共同ないしは輪番で『民放AM・短波版のゆく年くる年』が放送されていた。

#### FM
JFN系列各局では、『TOKYO FM版のゆく年くる年』が現在でも放送されている。
独立局である新潟県民エフエム放送（FM PORT）は、2006/2007年より『GOODBYE20○○ HELLO20△△ クラシックの世界へようこそ』というタイトルで年越し番組を放送していた。

### 放送大学
1985年の開局以来、一貫して年越し番組の放送は行われていない。

## 日本以外

### アメリカ
アメリカではニューヨークのタイムズスクエアのカウントダウンが特に有名でテレビ中継もあるが、国内に時差が6時間もあることから他地域では年越しに合わせた録画映像になる場合もある。ラスベガスやハワイなどでは年越しの際の花火が有名で、テレビで中継が行われる。

### ドイツ語圏・北ヨーロッパ
『Dinner for One』（ドイツ語版は、『Der 90. Geburtstag』（90歳の誕生日））という英語で放映されるドイツで制作されたコメディ番組を放送するのが1963年以降のドイツ語圏・北欧圏（フィンランド・スウェーデン・エストニア）の恒例となっている。